# Staryj Sołotwyn
Staryj Sołotwyn (ukr. Старий Солотвин, hist. pol. Sołotwin) – wieś na Ukrainie, w obwodzie żytomierskim, w rejonie berdyczowskim, w hromadzie Hryszkiwci. W 2024 liczyła 823 mieszkańców.